# 許特湖
49°56′48″N 10°52′28″E / 49.94667°N 10.87444°E

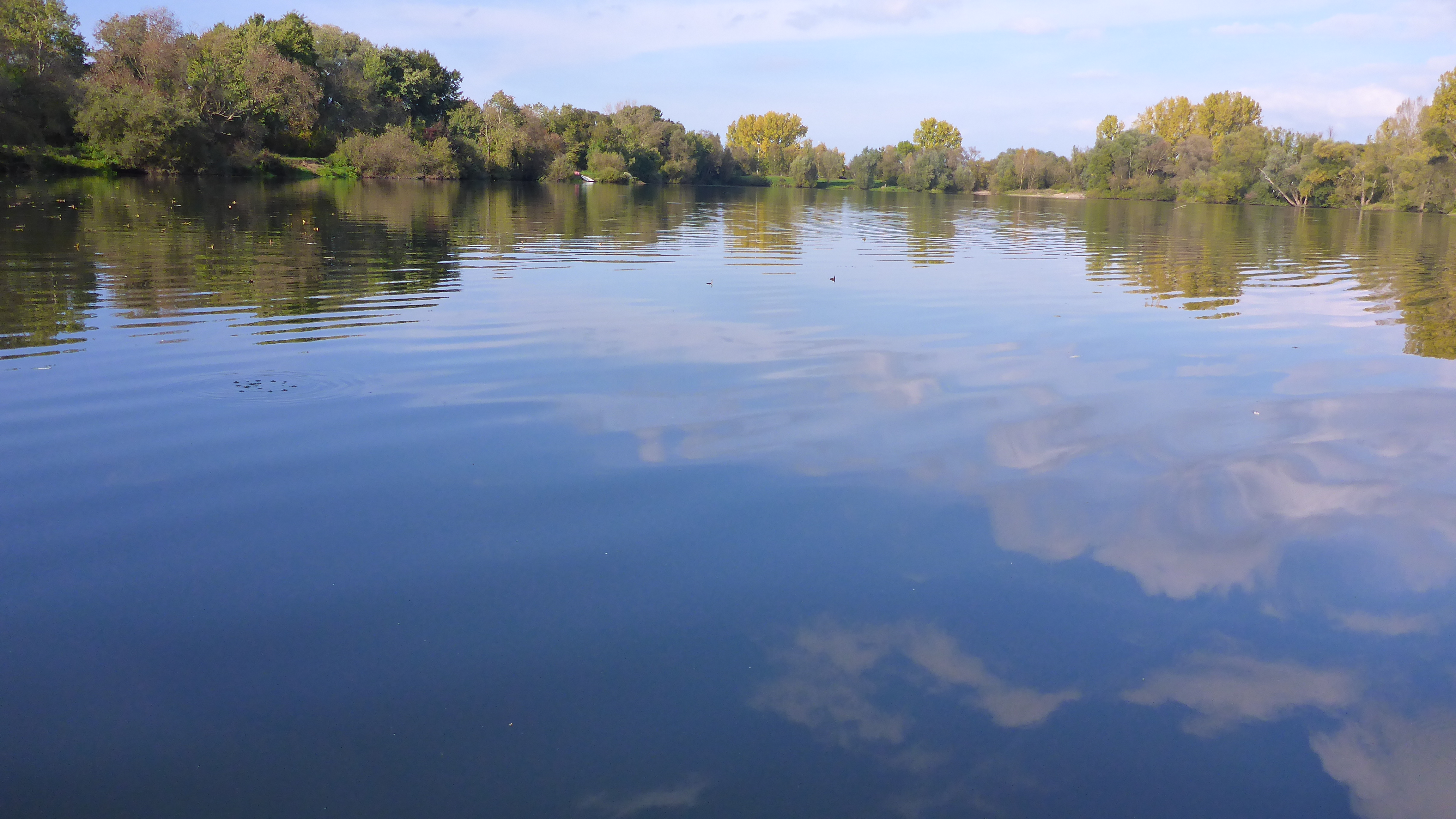

許特湖（德語：Hütsee），是德國的湖泊，位於該國東南部，由巴伐利亞州負責管轄，處於班貝格縣，長0.5公里、寬0.2公里，面積0.07平方公里，海拔高度235米，湖岸線長度1.2公里。